# کنزه فراتی
کنزه فراتی (زاده ۱۹۸۷ در لیل فرانسه) یک مدل و طراح مد فرانسوی-تونسی است که به عنوان یکی از مدل‌های عرب شناخته می‌شود. او همچنین به عنوان بازیگر هم فعالیت داشته‌است.

## زندگی حرفه‌ای
او به عنوان بازیگر و مدل عرب شناخته می‌شود اما در فرانسه به دنیا آمده‌است و در آنجا رشد کرده‌است.